# Brochiraja aenigma
Brochiraja aenigma és una espècie de peix de la família dels raids i de l'ordre dels raïformes.
Els mascles poden assolir 43,6 cm de longitud total. És un peix marí i d'aigües profundes que viu entre 422-437 m de fondària. Es troba a l'oceà Pacífic occidental: Nova Zelanda.
És inofensiu per als humans.